# Roccapalumba
Roccapalumba is een gemeente in de Italiaanse provincie Palermo (regio Sicilië) en telt 2762 inwoners (31-12-2004). De oppervlakte bedraagt 31,4 km², de bevolkingsdichtheid is 88 inwoners per km².
De volgende frazioni maken deel uit van de gemeente: Regalgioffoli.

## Demografie
Roccapalumba telt ongeveer 1032 huishoudens. Het aantal inwoners daalde in de periode 1991-2001 met 8,1% volgens cijfers uit de tienjaarlijkse volkstellingen van ISTAT.
| Jaar | Inwoneraantal |
| ---- | ------------- |
| 1991 | 3092          |
| 2001 | 2842          |

## Geografie
De gemeente ligt op ongeveer 540 m boven zeeniveau.
Roccapalumba grenst aan de volgende gemeenten: Alia, Caccamo, Castronovo di Sicilia, Lercara Friddi, Vicari.